# Hrabstwo Garden

Piramida wieku hrabstwa

Hrabstwo Garden (ang. Garden County) – hrabstwo w stanie Nebraska w Stanach Zjednoczonych. W roku 2010 liczba mieszkańców wyniosła 2057. Stolicą i największym miastem jest Oshkosh.

## Geografia
Całkowita powierzchnia wynosi 4482,7 km² z czego woda stanowi 68,9 km².

### Miejscowości
- Lewellen (wieś)
- Lisco (CDP)
- Oshkosh